# Tibor Gécsek
Tibor Gécsek ( * 22. září 1964 Szentgotthárd) je bývalý maďarský kladivář, mistr Evropy z roku 1998.

## Sportovní kariéra
Třikrát startoval na olympijských hrách – nejlépe se umístil v Barceloně v roce 1992 na čtvrtém místě. Na světových šampionátech vybojoval v hodu kladivem dvakrát bronzovou medaili – v roce 1993 a 1995. Úspěšný byl také na mistrovství Evropy, v roce 1990 ve Splitu skončil druhý, v Budapešti v roce 1998 zvítězil. Ze stejné sezóny pochází jeho osobní rekord 83,68 metru. Jeho kariéru přerušil prokázaný doping v roce 1995. Původní čtyřletý trest mu byl po roce zkrácen na polovinu.